# Zadzwońcie do mojej żony
Zadzwońcie do mojej żony (cz. Co řekne žena?) – pierwsza barwna koprodukcja polsko-czechosłowacka z 1958 roku w reżyserii Jaroslava Macha.
Film kręcono w Krakowie (Rynek Główny, ulica Kanonicza, Skałka, Wawel), Łodzi (Grand Hotel), Sopocie (molo), Gdyni, Warszawie i Pradze.

## Fabuła
Tuma, czechosłowacki pisarz zwiedza Polskę. Towarzyszy mu piękna przewodniczka Irena. Ich perypetie, podczas zbierania materiałów do książki, powodują nieporozumienia i zazdrość współmałżonków. 

## Obsada
- Barbara Połomska jako Irena
- Wieńczysław Gliński jako Zbyszek Stępowski, mąż Ireny
- Hanka Bielicka jako Rybińska
- Wacław Jankowski jako mąż Rybińskiej
- Jadwiga Chojnacka jako Stępowska, matka Zbyszka
- Stanisław Jaworski jako Stępowski, ojciec Zbyszka
- Andrzej Kopiczyński jako narzeczony z gospody
- Stanisław Milski, Natalia Szymańska jako Pietrzykowscy, właściciele gospody
- Bronisław Darski jako szatniarz w hotelu
- Jarema Stępowski jako dziennikarz Iwanicki
- Michał Szewczyk jako chłopak z harmonią w gospodzie
- Adam Mularczyk jako właściciel motorówki
- Leon Niemczyk jako żołnierz, pasażer w pociągu
- Artur Młodnicki jako portier w hotelu
- Zygmunt Chmielewski jako Rybkowski
- Ignacy Machowski jako  Michalski
- Ireneusz Kanicki jako Sadowicz
- Marian Łącz jako taksówkarz Florczak
- Zdzisław Lubelski jako mężczyzna z kobzą
- Halina Pienkiewicz jako dziewczyna na plaży
- Roman Polański jako chłopak na dancingu hotelowym
- Edward Radulski jako pucybut w hotelu
- Ewa Pachońska jako dziewczyna na plaży
- Jerzy Passendorfer jako mały dżentelmen
- Andrzej Kostenko jako tańczący chłopak
- Witold Sobociński jako muzyk w klubie w Krakowie; nie występuje w napisach
- František Černý jako portier w ministerstwie
- Josef Bek jako pisarz Tůma
- Jiřina Petrovická jako Lída Tůmová
- Robert Vrchota jako Gregor
- František Filipovský jako Pokorný
- Bohuš Rendl jako szef Lídy Tůmovej
- Stella Zázvorková jako kobieta z arbuzem
- Jarmila Beránková jako sąsiadka